# Петросянц, Михаил Арамаисович
Михаи́л Арамаи́сович Петрося́нц (4 декабря 1919, Андижан — 18 июля 2005) — советский и российский метеоролог, геофизик, педагог. Доктор географических наук (1965), профессор. Директор Среднеазиатского регионального научно-исследовательского гидрометеорологического института (1958—1967), первый директор Института экспериментальной метеорологии (ИЭМ) (1968—1973), директор Гидрометеорологического научно-исследовательского центра СССР (1973—1981), заведующий кафедрой метеорологии и климатологии географического факультета Московского государственного университета имени М. В. Ломоносова (1981—2005). Участник Второй мировой войны.

## Биография
Михаил Петросянц родился 4 декабря 1919 года в Андижане.
В 1941 году окончил Ташкентский государственный университет по специальности «Геофизик».
Участник Второй мировой войны, рядовой, впоследствии капитан. Принимал участие в форсировании Днепра и Дуная, в Будапештской операции и штурме Вены.
После окончания войны учился в аспирантуре Ташкентского университета, затем стал заведующим отделом в Институте математики и механики Академии наук Узбекской ССР.
В 1948 году защитил диссертацию на соискание учёной степени кандидата физико-математических наук.
В 1958—1981 годах работал в системе Гидрометслужбы, был директором Среднеазиатского регионального научно-исследовательского гидрометеорологического института в Ташкенте (1958—1967), первым директором Института экспериментальной метеорологии в Обнинске (1968—1973), директором Гидрометеорологического научно-исследовательского центра СССР в Москве (1973—1981).
В 1965 году защитил диссертацию на соискание учёной степени доктора географических наук на тему «Исследование влияния орографии на систематические процессы и некоторые вопросы циклонической деятельности в Средней Азии».
С 1981 года до смерти в 2005 году был заведующим кафедрой метеорологии и климатологии географического факультета Московского государственного университета имени М. В. Ломоносова.
Среди учеников — 20 кандидатов и 4 доктора наук.

## Научная деятельность
Научные интересы находились, главным образом, в области прогнозирования погоды синоптическими и гидродинамическими методами, тропической метеорологии и исследований муссона — как в теоретической части, так и в практическом применении новых методов прогноза в оперативной работе. Опубликовал около 160 научных работ.

## Организационная деятельность
Организовал и провёл ряд крупных международных мероприятий. Возглавил участие советских учёных в Атлантическом тропическом эксперименте (АТЭП) 1974 года, был активным членом международного бюро по управлению экспериментом.
В течение нескольких лет участвовал в работе Комиссии по основным системам Всемирной метеорологической организации, был членом Бюро объединённого организационного комитета Программы исследования глобальных атмосферных процессов, участвовал в работе ряда крупных международных конференций и симпозиумов.
Был членом редколлегии журнала «Метеорология и гидрология».

## Участие в профессиональных и общественных организациях
- Действительный член Российской академии естественных наук
- Академик Международной академии наук Высшей школы

## Награды
- орден Ленина (1971)
- орден Октябрьской Революции (15.01.1980)[2]
- орден Отечественной войны II степени (06.11.1985)[3]
- орден Красной Звезды (09.04.1945)
- медали

## Почётные звания
- Заслуженный деятель науки РСФСР (1991)
- Заслуженный профессор МГУ (2003)

## Память
17—18 ноября 2009 года на географическом факультете Московского государственного университета имени М. В. Ломоносова прошла Всероссийская конференция «Михаил Арамаисович Петросянц и современные проблемы метеорологии и климатологии» (к 90-летию со дня рождения М. А. Петросянца).

### Публикации Михаила Петросянца

#### Учебники
- Хромов С. П., Петросянц М. А. Метеорология и климатология: Учебник для географической специальности вузов. — 4-е изд., перераб. и доп.. — М.: Издательство МГУ, 1994. — 518 с. — 3000 экз. — ISBN 5-211-04499-1.
- Хромов С. П., Петросянц М. А. Метеорология и климатология. — 5-е изд., перераб. и доп.. — М.: Издательство МГУ, 2001. — 528 с. — 3000 экз. — ISBN 5-211-04499-1.
- Хромов С. П., Петросянц М. А. Метеорология и климатология. — М.: Колосс, 2004. — 582 с. — ISBN 5-211-04847-4.
- Хромов С. П., Петросянц М. А. Метеорология и климатология. — М.: Издательство МГУ, Наука, 2006. — 592 с. — (Классический университетский учебник). — 3000 экз. — ISBN 5-211-05207-2, 5-02-035762-6.
- Хромов С. П., Петросянц М. А. Метеорология и климатология. — М.: Издательство МГУ, 2012. — 584 с. — (Классический университетский учебник). — 1000 экз. — ISBN 978-5-211-06334-1.

### О Михаиле Петросянце
- Простой солдат Великой Победы! // Gismeteo. — 9 мая 2013 года.